# Horribly Famous
Horribly Famous (dosł. tłum. Strasznie sławni) - seria książek o charakterze popularnonaukowym, zbliżona do serii Sławy z krypty. 

## Tomy
- Margaret Simpson, Elizabeth I and her Conquests, 2006 (Elżbieta I)
- Alan MacDonald, Henry VIII and his Chopping Block, 2006 [Henryk VIII)
- Toby Brown, Julius Caesar and his Foul Friends, 2006 (Juliusz Cezar)
- Andrew Donkin, Sir Frances Drake and His Daring Deeds, 2008 (Francis Drake)
- Michael Cox, Pirates and their Caribbean Capers, 2007 (Piraci)
- Michael Cox, Tutankhamun and His Tombful of Treasure, 2007 (Tutenchamon)

W ramach serii są wydawane nowe wersje tomów z serii Sławy z krypty.